# Gysbrecht Mercx
Gysbrecht Mercx, né en 1492 à Bruxelles (?) et mort en 1565, poète en néerlandais, des anciens Pays-Bas.  Son œuvre s’inscrit dans les genres pratiqués par les rhétoriciens.  

## Biographie et œuvre
Déjà à l'âge de vingt ans, il est facteur de la chambre de rhétorique Den Boeck (Le Livre) à Bruxelles.  Comme aucun autre poète n'est mentionné dans les documents d'archives pour la période de 1512 à 1543, c'est probablement lui qui est l'auteur de plusieurs contributions présentées par cette chambre de rhétorique à Gand le 20 avril 1539, ainsi qu'en juin de la même année : il s'agit de quelques refrains, d'un « esbatment », d'une chanson et d'un jeu allégorique, de tendance réformatrice, luthérienne.  Dans cette pièce ne figurent pas moins de onze personnages, occupant 501 vers dont 95 consacrés au prologue, pour répondre à la question « Qu'est-ce qui console le plus l'homme à l'heure de la mort ? », sur laquelle la réponse ne peut être que « L'homme se fie aux promesses de Dieu en non à toutes sortes d'ouvrages rimés ».
De 1548 à 1569, il met en scène les processions de dimanche des Rameaux et, des années durant, il exerce la fonction de prévôt de la confrérie Notre-Dame du cloître des Frères mineurs à Bruxelles.  
Dans l'une de ses œuvres de circonstance conservées, composée à l'occasion du parachèvement du canal de Willebroeck en 1561, il donne son âge, signant en outre de son nom par un acrostiche :
G heminde Leser / hier heb ick in dicht ghestelt
Y del Fabulen / oft leughen en vinder  niet
S oect inder stadt boecken de waerheyt vinden selt
B eghin middel en by nae het inde dat ghy siet
R echt / onrecht / al watter tusschen is gheschiet /
E n met watsorvuldighen arbeyt tis ghewracht
C an elck lichtelijck mercken door dit bediet /
H oe lastich dat geweest is eerment heeft gebracht
T ot in Bruessel in sinter Katlynen gracht.
M inlijcke borgers nemet van my doch danckelijc
E n ick bid v myn fouten ooc niet en beswaert /
R echte liefde tot Bruessel puer onvergancklijck
C onster mi toe bringen neghen en tsestich gelaert
X pistus ion ons al zyn Hemelsche vaert.
Un panégyrique (Lof-dicht) révèle sa devise Spellet wel (Jouez bien), qui apparaît aussi dans un refrain présenté à la fête organisée par la chambre de rhétorique De Corenbloem (Le Bleuet des Champs), le 26 juillet 1562, ce qui rend acceptable l'attribution à Mercx.

## Ressources